# Bureau télégraphique Wolff
Le Bureau télégraphique Wolff (en allemand : Wolffs Telegraphisches Bureau ou W.T.B.), parfois appelé Agence de presse Continentale ou Compagnie télégraphique continentale Wimmel et Wenzel, est une agence de presse allemande qui faisait partie des quatre grandes agences de presse mondiales et généralistes au XIXe siècle et au début du siècle suivant, avant de disparaître. Elle a été fondée à Berlin en 1849 par Bernhard Wolff (1811–1879), un journaliste allemand revenu au pays, qui avait travaillé peu avant en France après avoir fui l'Allemagne juste après la Révolution de 1848. L'agence de presse allemande depuis la Seconde Guerre mondiale est la Deutsche Presse-Agentur (DPA).

## XIXesiècle

### Les débuts
Le journaliste Bernhard Wolff était le cousin de l'ingénieur allemand Werner von Siemens (1816-1892), qui avait fondé en 1847 Siemens. Après avoir travaillé pour le Vossische Zeitung, il fonde le National Zeitung, quotidien le plus lu à Berlin. Après la Révolution de 1848, il doit fuir la répression qui sévit à Berlin. Il se réfugie à Paris en 1848 chez Charles-Louis Havas, fondateur de l'agence Havas, pour qui il est journaliste, aux côtés de Paul Julius Reuter.
Puis il fonde une nouvelle entreprise sous le nom de Bureau télégraphique Wolff, de nouveau à Berlin. Le 28 novembre 1849, le National Zeitung annonce qu'elle publiera des informations à destination des autres journaux, à Paris, Londres, Francfort et Amsterdam.
L'agence Continentale est la première à utiliser le télégraphe électrique pour la collecte de ses informations. Pendant ses six premières années, jusqu'en 1855, elle ne transmit que les cours de la bourse et les nouvelles commerciales, profitant comme Reuters de la très forte croissance économique mondiale des années 1850. Elle y ajouta des nouvelles politiques en 1855. Ensuite, elle disposa assez rapidement alors d'une zone d'influence en Europe de l'Est, en tant que l'un des trois piliers de la « triarchie » des agences de presse, qui se partagent le monde: avec Reuters et l'agence Havas. Tous trois signent un traité officialisation leur entente en 1859, en créant le cartel des agences de presse.

### Le Bureau de la presse
Vers 1849 aussi se fonda à Berlin un « bureau de la presse », destiné spécialement à agir sur les organes indépendants, divisé en deux sections, l'une pour les affaires intérieures, l'autre pour la politique étrangère, qui recevait 35000 à 50000 thalers pris sur l'allocation des fonds secrets. "Une nuée d'écrivains pauvres s'engagèrent pour un salaire modique à écrire des articles dans un sens déterminé, et à les faire passer dans la presse". Le bureau ne cessa d'étendre ses travaux, et il érigea une succursale à Francfort-sur-Mein. En 1863, le bureau de la presse fit paraître la "Correspondance provinciale", organe officieux du ministère de l'Intérieur allemand. Il sera dirigé peu après par Ludwig Karl Aegidi, ancien conseiller de légation, directeur de la Norddeutsche Allgemeine Zeitung, l'un des familiers de Bismarck. Le Bureau verse de l'argent à des journalistes et directeurs de journaux, en Allemagne comme à l'étranger.
Mikhaïl Katkov, directeur de la Gazette de Moscou, a par exemple été accusé d'avoir été subventionné par le "Bureau de la presse" allemand, par l'intermédiaire du général Schweinitz, ancien plénipotentiaire militaire à Saint-Pétersbourg. Lorsque l'affaire devint publique, la Norddeutsche Allgemeine Zeitung accusa au contraire la Gazette de Moscou d'être vendue au roi Georges de Hanovre.
En 1873, la Revue Germania accusa Wilhelm Wehrenpfennig, membre du parlement et directeur de la Gazette de Spener, l'un des principaux journaux de Berlin, d'être sous la dépendance secrète du "Bureau de la presse". Wilhelm Wehrenpfennig intenta un procès en calomnie à la Germania. Le journal fut acquitté cependant en première instance : le tribunal déclara que l'imputation était fausse, mais qu'elle n'avait rien de diffamatoire.

### L'intervention de Bismarck en 1865
Fin 1865, le chancelier allemand Bismarck décide de s'opposer à l'expansion de Reuters, qui prévoit de poser un câble sous-marin reliant l'Angleterre à l'île de Norderney, en Allemagne du Nord. Le chancelier prussien prévoit lui de récupérer l'Allemagne du Nord et il met sous séquestre les fonds de la Couronne de Hannovre lors de la guerre austro-prussienne de juin-juillet 1866, qui fait suite à la Guerre des Duchés de 1864. Bismarck sait qu'il peut compter sur l'aide de son banquier Gerson von Bleichröder (1822-1893). Un de ses conseillers, Richard Wentzel, convainc le roi de Prusse de lui accorder un prêt de 300000 thalers, dont 200000 thalers à une nouvelle société en commandite, la "Continental Telegraphen Compagnie". Elle est dotée de différents privilèges, via des accords secrets, comme la priorité dans l’accès au télégraphe. Revers de la médaille, l'agence Continentale devient alors la plus contrôlée des agences d'information, via le gouvernement prussien.
Forcé d'abandonner le très lucratif marché de l'Allemagne du Nord, Reuters sauve la face devant ses actionnaires. Il obtient qu'agence Continentale, qui récupère ce territoire, verse en échange 25 % de ses bénéfices à ses associés Reuters et Havas. À Berlin, l'agence Continentale s'installe dans une aile du bâtiment berlinois de la poste centrale d'État, ce qui lui permet un accès direct au fil télégraphique, même si une bonne partie des nouvelles sont ensuite redistribuées vers les clients finaux par un service postal classique ou par pneumatique. Elle restera dans le bâtiment jusqu'en 1877, date à laquelle une modification des tarifs lui permet d'utiliser des petites sociétés pour compléter son réseau de collecte d'information. En 1870, elle a pour territoire l'Allemagne, la Scandinavie, Saint-Pétersbourg et Moscou, tandis que Reuters obtient les Pays-Bas. société en commandite depuis 1865, elle devient une société par actions classique 9 ans plus tard, en 1874.
Dès 1870, Havas et Reuters lui abandonnent l'Europe de l'Est, alors que la guerre austro-prussienne a débouché sur la création en juin 1867 de l'Autriche-Hongrie, qui a immédiatement créé sa propre agence, le Telegraphen Korrespondantz Bureau, affichant des prétentions sur cette même Europe de l'Est.

### Critiques et concurrence d'Havas entre 1876 et 1879
De 1876 à 1879, l'agence Continentale est concurrencée sur ses propres terres par la français Havas, qui étendra son domaine au Sud-Est de l'Europe, en installant des correspondants à Belgrade, Bucarest, Sofia et Constantinople, tout en étant représentée à Athènes. Dès le 30 juin 1876, lorsqu'éclate la guerre de la Serbie et du Monténégro contre la Turquie, Havas veut en savoir plus sur ce conflit, même si Reuters refuse d'envoyer un correspondant commun. En octobre 1876, après l'ultimatum russe à la Turquie, Havas se dit mécontente que l'agence Continentale ait sous-traité la couverture des opérations à une agence officieuse russe, appelée tantôt « Agence générale russe », tantôt « Agence internationale », qui n'assure pas un service satisfaisant.
Les reporters d'Havas débarquent à Saint-Pétersbourg en novembre, à Bucarest et Constantinople en décembre, puis à Roustchouk en avril 1877. Mission : assurer un service régulier pour Havas en pleine zone de la l'agence Continentale. Un contrat est signé à Saint-Pétersbourg avec l'agence russe officielle le 2 juin 1877. Puis c'est avec la Roumanie en juillet 1877 et avec la Bulgarie en 1879. Cette expansion à l'est suit l'effort d'investissement réalisé deux ans avant par Havas en Amérique du Sud. Elle s'effectue sur fond de progrès technique, mouvement qui fait peur aux gouvernements, attachés à contrôler quand c'est possible l'information. Graham Bell invente le téléphone dès 1875, même s'il faudra attendre encore douze ans pour la première ligne téléphonique Paris-Bruxelles. Dès octobre 1880, une dépêche télégraphique est transmise en trente-huit minutes de Melbourne à Londres.

### Les deux écueils de l'année 1887
Des trois grandes alliées européenne, l'agence Continentale était jugée comme la moins entreprenante dans la recherche de territoires étrangers. Mais il lui faut s'adapter à la demande des clients, qui à la fin du siècle demandent de l'international. En février 1887, Reuters et la Continentale conclurent une alliance "offensive" qui prévoyait une action commune pour étendre leur couverture européenne des grandes capitales, afin de répondre la demande croissante d'informations internationales dans la plupart des pays, sur fond d'expansion coloniale.
Le succès de leur alliance de 1887 reposait sur l'opération commune des bureaux de Continentale et Reuters à Rome et Paris, puisqu'aucune des deux ne pouvait espérer la coopération d'Havas. L'agence s'est vue reprocher sa couverture de la très importante campagne électorale allemande de 1887, comme étant trop favorable au gouvernement de Bismarck. Des correspondants avaient été envoyés à Berlin par les deux quotidiens français à l'époque les plus tournés vers l'actualité internationale, Le Soleil et Le Temps. Selon l'agence Havas, ils fournissent un service plus fiable que celui de l'agence Continentale. Ces élections, marquées par la protestation nationaliste après la poussée boulangiste en France, voient un net recul des partis dits "progressistes" : représentés au Reichstag de 1884 par 61 députés, ils n'en comptaient plus que 31 en 1887. Les urnes ont donné ainsi une confortable majorité favorable au projet de loi militaire de Bismarck, ce qui préoccupe le général Boulanger.
Deux mois après les élections allemandes éclata l'Affaire Schnaebelé, incident diplomatique entre la France et l'Allemagne, du 20 avril 1887, dont est victime Guillaume Schnæbelé, commissaire de police français d'origine alsacienne en fonction à Pagny-sur-Moselle en Meurthe-et-Moselle, en Lorraine française sur la frontière de l'époque. L'un des agents alsaciens-mosellans qui l'arrêtent du côté français de la frontière se révèle être un agent double travaillant pour Bismarck. Édouard Lebey, directeur de l'agence Havas écrit alors au directeur de la Continental en prenant des précautions : "Depuis quinze jours que se discute l'affaire Schnaebelé, j'ai eu soin de ne vous adresser aucun reproche". Mais un peu plus loin, il se plaint de n'avoir pratiquement rien reçu de la Continental pendant l'Affaire Schnaebelé, à part quelques résumés de journaux allemands. Cette crise va envenimer les relations entre deux agences de presse en principe alliées et affaiblir le cartel les unissant à l'agence de presse Reuters.

### La "Triple alliance télégraphique" de Bismarck
Ces tensions se cristallisent sur fond de grande manœuvres diplomatiques et de projets des chancelleries qui remontent à déjà vingt ans. Dès 1877, au cours des entretiens entre Francesco Crispi et Bismarck, les deux dirigeants débattent du statut des agences de presse. Francesco Crispi désire faire de l'agence italienne un outil de sa politique, tandis que Bismarck reproche à la Continentale de ne pas être assez bismarckienne.
Bismarck et le premier ministre italien Crispi militent alors pour la création d'une "Triple alliance télégraphique", réplique de la "Triple alliance" diplomatique" les liant, car ils estiment que les autres agences les desservent. Ce projet de "Triple alliance télégraphique" promu par le chancelier allemand Bismarck, inclut l'agence Continentale, le Telegraphen Korrespondantz Bureau, agence officieuse de l'Empire austro-hongrois, et l'agence Stefani italienne. Il échoue de très peu. En mai 1889, un nouveau traité de coopération est signé, cette fois entre l'agence Havas, Reuters, la Continentale et le Korbureau ou Telegraphen Korrespondantz Bureau. L'agence Stefani italienne n'a pas obtenu sa part du gâteau et elle tentera de prendre sa revanche au siècle suivant, sous Benito Mussolini.

## XXesiècle

### L'expansionnisme des concurrentes américaines
En juillet 1909 est signé un nouvel accord décennal d'échange des nouvelles et de partage du monde, entre l'agence Havas, Reuters et Continental, complété par un accord avec l'agence de Vienne, à une époque où cette dernière joue encore un rôle significatif. Le contrat renouvelle celui de 1898. Principal handicap, la Continental et la Telegraphen-Union sont alors privées des liaisons transocéaniques par câbles. De ce fait, à une période de forte croissance du marché et d'implantation en Europe des agences américaines Associated Press, United Press International et International News Service (INS), leur voix fut le plus souvent moins prise en compte à l'étranger que celles de Reuters et de l'agence Havas. De plus, en novembre 1909, le directeur de l'Associated Press, Melville Stone renégocie avec les agences de presse européenne le traité de 1902 qui l'unit aux agences européennes, négociation reflétant cette nouvelle donne. En position moins forte qu'avant, la Continental va être tenté par un repli vers un positionnement encore moins indépendant et moins international, avant de changer de cap pour s'intéresser à l'Amérique du Sud.

### En 1909, l'invention de la mention "Tractatus"
L'invention en 1909 de la « mention Tractatus » donne le droit de communiquer directement des dépêches aux journaux étrangers, sans passer par l'agence partenaire couvrant le pays, qui n'a plus le droit de les jeter à la poubelle ces dépêches. La mention "Tractacus", signifie que l'agence expéditrice les envoie « dans un but exclusivement politique ». Seule limite, ne pas dépasser 20 % du volume de diffusion de l'agence partenaire.
À partir de 1912, les journaux de Buenos Aires et Rio de Janeiro reçoivent de l'agence Continentale des services gratuits ou quasiment gratuits, selon l'historien Michaël Palmer. Cette pratique va bouleverser l'histoire des agences de presse en Amérique du Sud. Le volume des dépêches à « mention Tractatus » inquiète l'agence Havas. Parallèlement, la presse européenne s'attache « de plus en plus, aux nouvelles d'Amérique du Sud », et « les Allemands, dans l'installation en Amérique du Sud, s'affirment de jour en jour, dans le désir de conquêtes commerciales et politiques ». Avec la construction de câbles « par la société Gesellschaft Kabelgramm, les milieux politiques et diplomatiques allemands se sont imaginé de faire parvenir en Amérique latine, dans certaines circonstances, quelques nouvelles favorables à leurs intérêts », au frais de la Continentale.
Havas comprend alors qu'avec la mention Tractatus, la propagande prend le dessus sur l'information, estime l'historien Michaël Palmer. Mais cette propagande « devait avoir raison de notre résistance » : « plutôt que de rompre (car la rupture était inévitable), nous apposâmes notre signature » à l'accord de 1909 avec l'agence Continentale, écrit alors le directeur d'Havas à Elie Mercadier, le responsable du bureau de Londres, qui desservait l'Amérique du Sud.

### Première guerre mondiale, les difficultés s'aggravent
Pendant la Première Guerre mondiale, l'agence allemande perd du terrain. "Une fois la guerre déclarée en 1914, Havas s'efforcera de reprendre le terrain perdu", note l'historien, Michaël Palmer. L'agence Continentale eut dès 1913 à supporter la concurrence de la Telegraphen Union allemande, l'agence du Trust Hugenberg, un homme d'affaires qui contrôle un quart de la presse allemande, directement ou indirectement, puis en 1914 celle de l'"agence de presse Transocean", créée par l'État. Reuters souffre aussi, son cours de Bourse s'effondre, entraînant le suicide du fils du fondateur et le rachat par Sir Roderick Jones, qui la place partiellement au service du Foreign Office britannique, contre subventions.
L'Empire allemand tombe lors de la Révolution de Novembre 1918. A peine proclamée, la République est marquée par de profondes dissensions entre les sociaux-démocrates et les communistes, dont le parti est créé le 1er janvier 1919. La grève touche Kiel, Hambourg, Cologne et Bochum. Le 29 octobre, les marins des navires de guerre de Kiel refusent d'appareiller. Le mouvement contrôle le 6 novembre Lübeck, Brunsbüttel, Hambourg, Brême et Cuxhaven. A Stuttgart, le 4 novembre, un conseil ouvrier réclame l'abdication de Guillaume II.
Le siège de l'agence Continentale à Berlin est successivement "pris et repris" par les insurgés et l'armée. Heinrich Mantler, patron de l'agence de presse Continentale, "doit se réfugier à Francfort avec les débris de son personnel". Le correspondant d'Havas à Vienne s'installe à Berlin: il a pour consigne "d'ignorer entièrement" l'agence allemande. Heinrich Mantler prend contact avec Melville Stone, patron d'AP, qui ne lui répond pas vraiment. Il signe un traité le 20 décembre 1919 avec les autres agences. Conséquence de la défaite, l'agence Continentale, qui "pendant quatre années sanglantes de guerre venait de jouer un rôle important contre les alliés" est quasiment déchue de son rang d'agence mondiale et doit "abandonner toute autre sphère d'influence que l'Allemagne". Ce sort est également réservé au Telegraphen Korrespondantz Bureau de l'Empire austro-hongrois. Heinrich Mantler obtint cependant un compromis, en faisant valoir les réactions de la presse allemande: il conserve le droit de diffuser ses nouvelles à AP et de distribuer celles d'AP en Allemagne.
Dans l'après-guerre, l'agence de presse Transocean prend le relais, s'installe en Chine dans les années 1920, où elle commencera à jouer un rôle important dans le pays au moment de l'occupation japonaise à la fin des années 1930. En Argentine, elle opère directement des émissions radio à grande écoute et subventionne la presse locale. Parallèlement, l'URSS crée en 1925 l'agence Tass, dont le budget sera décuplé en cinq ans.
À partir de 1925, l'écrivain et journaliste Edgar Stern-Rubarth, secrétaire général de la Société germano-française, est rédacteur en chef, après avoir cofondé l'année précédente l'Union douanière européenne des années 1920. Membre du conseil d'administration à partir de 1929, Edgar Stern-Rubarth sera démis par les nazis de ses fonctions de rédacteur en chef.

### Les destitutions et la fusion de 1934
Résultat de la fusion, le Deutsches Nachrichten Büro (DNB), d'inspiration national-socialiste, doté de moyens considérables pour l'époque et du monopole de l'information en Allemagne, qui démarre le 1er janvier 1934, jour de l'entrée en vigueur de la loi sur les rédacteurs en chef (Schriftleiter-Gesetdzu) du gouvernement nazi.
En mai 1934, le codirecteur de l'agence Continentale Hermann Dietz est mis à la retraite d'office et en août, l'autre codirecteur, Arthur Rawitzski, est arrêté à son retour des Pays-Bas.
L'agence Continentale fusionna à la fin de novembre 1934 avec la Telegraphen Union (TU), l'agence de presse du Trust Hugenberg, du magnat des médias Alfred Hugenberg, bras droit des industriels de la Ruhr et figure de la République de Weimar. Dès le 27 juin 1933, il avait été contraint d'abandonner ses portefeuilles ministériels, son parti étant dissout tandis qu'à partir de la fin 1933, les nazis l'obligèrent à leur céder ses entreprises de médias, en particulier la Telegraphen Union.
Le résultat de la fusion est le Deutsches Nachrichten Büro (DNB), d'inspiration national-socialiste. Cette nouvelle entité, dotée de moyens considérables pour l'époque, disposera du monopole de l'information en Allemagne sous le régime d'Hitler, qui l'a précédée. Le DNB ouvre ses portes le 1er janvier 1934, jour de I'entrée en vigueur de la nouvelle loi sur les rédacteurs en chef (Schriftleiter-Gesetdzu) du gouvernement nazi.. L'agence de presse Transocean le complète et l'assiste, en particulier pour les émissions radio à destination de l'étranger. Elle étend son réseau à tout le continent sud-américain, relayé en Colombie et en Équateur par des services dépendant directement de l'ambassade allemande.

### La guerre civile espagnole
Après 1936, pendant la guerre civile espagnole et après la victoire du Général Franco, le "DNB", appelé souvent "Transocean" par ses clients, fournit une grande quantité d'informations internationales aux journaux espagnols, en les sélectionnant pour alimenter une idéologie national-socialiste. Plus généralement, les dépêches concernant la « question juive », quelle que soit la région du monde concernée, étaient signées, dans les grands quotidiens espagnols, par le sigle DNB. Ce fut le cas d'une série de six dépêches publiées dans le journal ’’ABC’’, le 20 janvier 1937. La "mobilisation antijuive" y était présentée comme une affaire planétaire.
Au cours de l'occupation allemande en France, la signature d'une convention entre Inter-France, créée en 1937 par Dominique Sordet et Michel Alerme, et l'agence de presse Transocean prévoyait que la première diffuse auprès des journaux régionaux de zone occupée les dépêches de la seconde et lui transmette les informations régionales. Parmi les journaux régionaux, 300 donnèrent leur adhésion, le plus souvent forcée. Après la seconde guerre mondiale, la toute nouvelle Deutsche Presse-Agentur (DPA) a succédé au DNB en 1949, avant de devenir une des agences européennes les plus dynamiques.

## Patrons successifs
- 1849 à 1871 : Bernhard Wolff
- 1871 à 1887 : Richard Wentzel[22]
- 1887 à 1932 : Heinrich Mantler (1861-1937)[22], administrateur[23] aussi à partir de 1929 du Deutsches Nachrichten Büro (DNB)[24]
- 1932 à 1934 : Hermann Dietz et Arthur Rawitzski sont codirecteurs
- 1934 à 1945 : Otto Mejer, directeur du Deutsches Nachrichten Büro (DNB) qui a remplacé l'agence Continentale.